# Мемориален комплекс на падналите борци на революцията
Мемориален комплекс на падналите борци на революцията (на македонска литературна норма: Меморијален комплекс на паднатите борци на револуцијата) е построен в крепостта Хисар над Щип и е посветен на партизаните от комунистическата съпротива във Вардарска Македония от града и околията.

## История
Архитект Богдан Богданович печели конкурса за изграждането на комплекса. То започва през 1969 година и е завършено през 1973 година.
На височина от десет квадратни монументални блокове от прилепски бял мрамор са монтирани на специални скоби. Всеки блок е украсен с един-единствен геометричен орнамент вдъхновен от розетния прозорец. Изписани са имената на общио 814 партизани загинали в съпротивата.
На централния блок е изписано стихотворението на Ацо Шопов, посветено на падналите:
| Тука е тој оган под овие улави води, под овој бигор животот што го плоди. Под овој венец со сончеви глави, под оваа далга со карпи што се дави. Со него за убост поубав е цветот, без него за цел свет посиромав цветот. Крстот ни е лесен, пепелта не ни е лесна мртвите живеат со нас и со нашата песна. |

## Галерия
- врата към входа на комплекса
- стълби и пирамида с имената на падналите борци
- централния блок
- Песента